# The Greatest (película de 2009)
The Greatest (El mejor en España) es una película de 2009 de drama escrita y dirigida por Shana Feste y protagonizada por Pierce Brosnan (también como productor ejecutivo), Susan Sarandon, Carey Mulligan y Michael Shannon.

## Sinopsis
Allen Brewer y su esposa Grace, están tratando de sobreponerse a la pérdida de su hijo mayor, Bennett, tras un fatal accidente automovilístico. Cuando una joven llamada Rose, los contacta para contarles que está esperando un hijo de Bennett, los Brewer la invitan a hospedarse en su casa. Al comienzo, la presencia de Rose amenaza con arruinar los maltrechos lazos familiares, pero finalmente su interacción con cada uno de los Brewer resulta ser exactamente lo que necesitan para volver a ser la familia unida de antaño.

## Reparto
| Actores principales de la película. | Actores principales de la película. | Actores principales de la película. | Actores principales de la película. | Actores principales de la película. |
| ----------------------------------- | ----------------------------------- | ----------------------------------- | ----------------------------------- | ----------------------------------- |
|                                     |                                     |                                     |                                     |                                     |
| Pierce Brosnan.                     | Susan Sarandon.                     | Carey Mulligan.                     | Michael Shannon.                    |                                     |

## Recepción
La película se estrenó en el Festival de Cine de Sundance 2009 donde recibió varios elogios.